# Aranda de Moncayo (kommunhuvudort)
Aranda de Moncayo är en kommunhuvudort i Spanien.   Den ligger i provinsen Provincia de Zaragoza och regionen Aragonien, i den nordöstra delen av landet, 200 km nordost om huvudstaden Madrid. Aranda de Moncayo ligger 900 meter över havet och antalet invånare är 214.
Terrängen runt Aranda de Moncayo är huvudsakligen kuperad, men åt sydväst är den platt. Runt Aranda de Moncayo är det mycket glesbefolkat, med 7 invånare per kvadratkilometer. Närmaste större samhälle är Illueca, 14,3 km öster om Aranda de Moncayo. Omgivningarna runt Aranda de Moncayo är i huvudsak ett öppet busklandskap.